# Viggarum
Viggarum är en liten by i Hörby kommun i Skåne. Byn ligger intill vägen mellan Önneköp och Huaröd, öster om Buus.
Norr om Viggarum ligger Fjällmossen och naturreservatet Fjällmossen: Viggarum.